# François Cautaerts
François Cautaerts (Brussel, 1810 - aldaar, 1881) was een Belgische kunstschilder uit de 19e eeuw. Hij maakte verschillende schilderijen met een historisch en religieus karakter. Hij stelde enkele van zijn werken tentoon op de kunsttentoonstellingen van 1830.
Enkele van zijn werken zijn onder andere 
- De Pijproker (Stedelijk museum Brugge)
- Christus en de Farizeeër
- De diefstal van Orion door Aurora
- De Heilige Familie
- Milton, zijn verloren paradijs
- De Bruid
- Johanna Gray
- De Kaartspelers
- De vrolijke man